# الغزو السوفيتي لأوكرانيا عام 1919
الغزو السوفيتي لأوكرانيا هو هجوم كبير شنته الجبهة الأوكرانية التابعة للجيش الأحمر السوفيتي ضد جمهورية أوكرانيا الشعبية خلال الحرب السوفيتية الأوكرانية. بدأ التخطيط للغزو بتاريخ نوفمبر 1918، وذلك في أعقاب إلغاء مجلس مفوضي الشعب للجمهورية الاشتراكية الاتحادية السوفيتية الروسية لمعاهدة برست ليتوفسك للسلام، وبدأت عمليات الغزو في الأيام الأولى من يناير 1919، تزامنًا مع احتلال خاركيف. كان الهدف من الغزو هو ضم أوكرانيا إلى جمهورية روسيا الاتحادية الاشتراكية السوفيتية، إذ حظيت الدولة بأهمية اقتصادية وديموغرافية واستراتيجية كبيرة للبلاشفة. خلال الغزو، سيطرت القوات البلشفية على ساحل البحر الأسود لمنع تدخل الحلفاء وإيقاف دعمهم إلى جيش المتطوعين. اعتزم البلاشفة في نهاية المطاف على توسعة المنطقة الخاضعة لسيطرتهم قدر الإمكان إلى الغرب، ليتمكنوا من دعم الحركات الثورية الأخرى في أوروبا.
في الأيام الأولى من يناير 1919، تمكنت قوات الفرقة السوفيتية الأولى، زادنيبروفسك، من الاستيلاء على خاركيف وذلك بتوحيد القوات مع وحدات العمال المحلية، واتُخذ من خاركيف مقرًا لحكومة العمال والفلاحين المؤقتة في أوكرانيا. سرعان ما استولت القوات على معظم شمال أوكرانيا وشرقها، واحتلت كييف في 5 فبراير 1919. أصبح مقر قيادة أوكرانيا في فينيتسا، ثم نُقل ليصبح في مدينة كامينيتس. بحلول الربيع، وصل الجيش الأحمر إلى زبروخ وصد هجومًا مضادًا شنه الجيش الشعبي الأوكراني على كييف.
أدى إدخال سياسة شيوعية الحرب والاستيلاء على الغذاء لتلبية احتياجات المدن إلى نفور الكثير من الفلاحين الأوكرانيين من الحكم البلشفي، فضلًا عن اندلاع عدد من الانتفاضات المحلية. في مايو 1919، منعت قوات نيكيفور هريهوريف المتمردة، والبالغ قوامها 20,000 فرد، الجيش الأحمر من القضاء على جيش التمرد الأوكراني والتقدم غربًا نحو بيسارابيا والمجر. في نهاية يونيو، تعرض الجيش الأحمر إلى سلسلة من الهزائم خلال اشتباكه مع جيش المتطوعين في دونباس، وفقد سيطرته على كاترينوسلاف وبولتافا بحلول نهاية يونيو 1919، بالإضافة إلى الأراضي التي استولت عليها في إطار العمليات التي اضطلعت بها ضد ميكولايف وأوديسا. في أغسطس، استسلم الجيش الأحمر لهجوم القوات المشتركة للجيش الشعبي الأوكراني والجيش الغاليسي الأوكراني. في 31 أغسطس، استولى الجيش الشعبي الأوكراني على كييف، لتنتقل السيطرة إلى جيش المتطوعين بعد انسحاب الأول من المدينة.

## التخطيط
في 12 نوفمبر 1918، وبأوامر مباشرة من مجلس مفوضي الشعب، أقال المجلس العسكري الثوري لجمهورية روسيا الاتحادية الاشتراكية السوفيتية، برئاسة ليون تروتسكي، فلاديمير أنتونوف أوفسينكو من جبهة الأورال وأوكل إليه مهمة التخطيط لهجوم ضد أوكرانيا في غضون عشرة أيام. سرعان ما أُنشئ المجلس العسكري الثوري الأوكراني، الذي ضم أنتونوف أوفسينكو وجوزيف ستالين وفولوديمير زاتونسكي وجورجي بياتاكوف. خلال اليومين التاليين، وضع أنتونوف أوفسينكو خطة هجومية. استندت خطته في المقام الأول إلى افتراض أنه يتعين على القوات البلشفية الاستيلاء على المدن والمراكز الصناعية والموانئ وتقاطعات السكك الحديدية، ما سيوفر الموارد اللازمة ويضمن إمكانية الحصول تأييد العمال. في خطوته الأولى، خطط أنتونوف أوفسينكو لمهاجمة خاركيف، التي كان من المقرر أن تصبح مركز زحف القوات البلشفية إلى دونباس. تمثلت الخطوة الثانية بالاستيلاء على كييف، والخطوة الثالثة بالاستيلاء على جنوب أوكرانيا وساحل البحر الأسود، بما في ذلك المراكز الرئيسية في ميكولايف وأوديسا.
قرر القائد العام للجيش الأحمر، يوكوم فاسيتيس، اعتماد خطة أنتونوف أوفسينكو دون إجراء أي تعديلات عليها، ولذلك، قرر منحه كل ما يلزم من تجديد للموارد أثناء العمليات، بما في ذلك القطارات المدرعة والإمدادات. توقع قائد الجبهة الأوكرانية أن يكون جيش الاحتياط بقيادة فاسيلي غلاغوليف تحت تصرفه. مع ذلك، كلفه فاسيتيس بمهام مختلفة تمامًا –المشاركة في الدفاع عن فورونيز ضد جيش دون بقيادة بيوتر كراسنوف وجيش المتطوعين بقيادة أنطون دينيكين. تماشت تلك القرارات مع توقعات فلاديمير لينين –بينما كان تروتسكي مقتنعًا بأنه يجب أن يكون الاستيلاء على أوكرانيا في قائمة أولوية الجيش الأحمر، بينما رأى رئيس مجلس مفوضي الشعب أنه من الأهم التصدي للتهديدات المباشرة التي تشنها الحركة البيضاء على الجبهتين الجنوبية والشرقية. بالإضافة إلى ذلك، ومن الأمور الأخرى التي ساهمت في تصعيد الخلاف بين بين فاسيتيس والمجلس الثوري العسكري الأوكراني هو إدانة ستالين وزاتونسكي وبياتاكوف بأنهم يضطلعون بإداء مهام ذات أهمية خاصة، بغض النظر عن العمليات الأخرى التي تقوم بها الجبهة الجنوبية.
في البداية، تولى أنتونوف أوفسينكو قيادة الفرقتين الأولى والثانية الأوكرانية السوفيتية، بالإضافة إلى الفرقة التاسعة التي ضمت المتطوعون الجدد الذين واصلوا الانضمام إليها، إلا أنها كانت بحاجة إلى إضافات عاجلة من المعدات والإمدادات. لم يكُن للفرقتين الأوكرانيتين السوفيتيتين دور قتالي بارز، إذ شكلهما البلاشفة الأوكرانيون في منتصف عام 1918 من أجل محاربة حكومة بافلو سكوروبادسكي والقوى المركزية. كان العديد من المتطوعين الذين انضموا إلى الفرقتين أثناء التشكيل على استعداد للقتال في منطقتهم المحلية فقط ولكنهم هربوا فور تحول القتال إلى مناطق أخرى.
في 20 نوفمبر، تولى أنتونوف أوفسينكو قيادة وحدات خط الجيش الأحمر والوحدات غير النظامية في أوكرانيا، والتي شاركت في الثورة المناهضة لهيتمان واعترفت رسميًا بسيادة اللجنة العسكرية الثورية المركزية لعموم أوكرانيا. أمر أنتونوف أوفسينكو القوات الثورية في هوميل بالحفاظ على السيطرة على المدينة من أجل منع القوات المناهضة للحركة البلشفية من التحرك من كييف نحو كورسك وبريانسك. أُمر كذلك من يعملون في منطقتي كاترينوسلاف وخاركيف ببدء ثورات محلية، والسيطرة على المدن الأصغر من أجل تسهيل عملية زحف الجيش الأحمر جنوبًا، ومساعدته في الاستيلاء على خاركيف، ومن ثم ميكولايف على المدى البعيد. أوعز كذلك إلى المؤيدين البلشفيين في شمال دونباس بتنظيم حرب العصابات والسيطرة على المنطقة، ودعا كل من يوجد في شبه جزيرة القرم للاستعداد لصد تدخل الحلفاء المحتمل في شبه الجزيرة. في نوفمبر 1918، اندلعت سلسلة من الهجمات في مدن في شرق أوكرانيا ونظمت القوات الحزبية عمليات أخرى خارج المدن. في الوقت ذاته، في 21 نوفمبر، أمر فاسيتيس أنتونوف أوفسينكو بالتركيز على توسيع القوات وتدريبها وإنشاء فرقة هجومية لمهاجمة قوات بيوتر كراسنوف في ميليروفو. استولت قوات القوزاق على دونباس بعد موافقة الألمان المنسحبين منها.
قرر قائد الجبهة الأوكرانية تجاهل أوامر القيادة العليا، مستاءً من اللهجة والصياغة الواردة في توجيهات فاسيتيس. بعد أن علم أنتونوف أوفسينكو بهبوط سفن الحلفاء الأولى في أوديسا، قرر قيادة الهجوم وفقًا لما يراه مناسبًا. في الوقت ذاته، شرع بياتاكوف وزاتونسكي بتشكيل حكومة بلشفية في أوكرانيا. أبرمت الحكومة البلشفية اتفاقًا مع الزعيم الاشتراكي الأوكراني فولوديمير فينيشينكو في أكتوبر 1918، والذي فرض عليها عدم التدخل في الشؤون الداخلية للجمهورية الشعبية الأوكرانية، مقابل الموافقة على الإنفاذ القانوني للحزب الشيوعي داخل حدود سيطرته. على الرغم من ذلك، تقرر إجراء تدخل عسكري. في 28 نوفمبر 1918، أُنشئت الحكومة المؤقتة للعمال والفلاحين في أوكرانيا في كورسك.
1. ↑  Adams 1963، صفحة 25.
2. 1 2 3  Adams 1963، صفحات 31-32.
3. 1 2  Adams 1963، صفحة 35.
4. 1 2  Adams 1963، صفحات 35-36.
5. ↑  Adams 1963، صفحات 66-67.
6. 1 2  Adams 1963، صفحة 37.
7. 1 2  Suprunenko 1977، صفحات 325–326.
8. ↑  Adams 1963، صفحة 39.
9. ↑  Adams 1963، صفحات 40-41.
10. ↑  Adams 1963، صفحة 54.
11. ↑  Adams 1963، صفحة 99.
12. ↑  Smele 2015، صفحة 101.
13. ↑  Bruski 2004، صفحات 59-60.